# Iscalis
Iscalis fue un asentamiento romano descrito por Ptolomeo. La ubicación exacta no se ha identificado claramente, pero los posibles sitios se encuentran en el moderno condado ceremonial de Somerset, Inglaterra.

## Localización
Uno de los sitios posibles está en Gatcombe, que estuvo ocupado desde mediados del siglo I hasta al menos el siglo V, como lo demuestran las monedas de Teodosio, Magno Máximo y Arcadio que se han encontrado. La extensión total del sitio no está clara, más allá de una villa específica, pero hay alguna evidencia de que el sitio es mucho más extenso, posiblemente formando una aldea o incluso un pueblo.
El segundo posible yacimiento identificado es la aldea romana de Charterhouse. El asentamiento creció alrededor del borde noroeste de las minas prehistóricas de plomo y plata, que fueron explotadas por los romanos. Se cree que la extracción comenzó ya en el año 49 d. C. Un anfiteatro se encontraba al oeste del asentamiento. Es el único en Inglaterra que existe en una mina de plomo y es una prueba adicional de la importancia del plomo de Mendip para los romanos.
Otra sugerencia es que Iscalis estaba en la desembocadura del río Axe cerca de Bawdrip.
Otro sitio posible es el palacio de Cheddar.